# W. W. Jacobs
William Wymark Jacobs (8 de septiembre de 1863 – 1 de septiembre de 1943) fue un  humorista, novelista y cuentista británico. Se le conoce principalmente por uno de sus relatos macabros como La pata de mono (The Monkey's Paw), incluido en el libro de cuentos The Lady of the Barge (La dama de la barca, 1902). La mayor parte de su obra, sin embargo, se adscribe al género humorístico.

## Biografía
Jacobs nació en Wapping (Londres) el 8 de septiembre de 1863,en cuyos muelles trabajaba su padre. Asistió a un colegio privado y más tarde al Birkberck College. En 1879 empezó a trabajar como funcionario de correos. Publicó su primer relato en 1885. Su camino hacia el éxito fue relativamente lento.
Jacobs murió el 1 de septiembre de 1943 en Hornsley Lane (Islington, Londres)

## Obra
Sus temas preferidos trataban de “hombres que navegan por el mar en barcos de mediano tonelaje”, según declaró la revista humorística Punch, en referencia al primer libro de cuentos de Jacobs, Many Cargoes ('Exceso de carga'), que le proporcionó un gran éxito al publicarse en 1896.
La novela The Skipper's Wooing de 1897 fue secuela de Many Cargoes y otro libro de cuentos, Sea Urchins ('Erizos de mar' 1898) sentenció su popularidad. Entre sus otras obras cabe destacar Captains All ('Todos capitanes'), Sailors' Knots ('Nudos marineros') y Night Watches ('Rondas nocturnas'). El título de este último hace mención al que fue quizá su personaje más popular, el vigilante del muelle que aparece en Wapping, que narra las descabelladas aventuras de los amigos Ginger Dick, Sam Small y Peter Russett. Estos tres personajes, con los bolsillos repletos tras larga travesía, se alojan juntos en Londres con la determinación de pasárselo en tierra a lo grande, pero los astutos habitantes de la zona portuaria no tardan en desplumarlos, con ayuda de la propia ingenuidad de los marineros.  Mostró una gran maestría en el manejo de la tosca jerga del East End de Londres, provocando la admiración y asombro de escritores como P. G. Wodehouse
```
  cobs en su trabajo autobiográfico 
Bring on the Girls
 (1954).
```

Los cuentos que componen Many Cargoes se había publicado previamente como serial, y del mismo modo Sea Urchins, en “Idler”, de Jerome K. Jerome. A partir de octubre de 1898 los cuentos de Jacobs fueron publicados en The Strand, lo que le proporcionó seguridad económica casi hasta la fecha de su muerte.
El relato La pata de mono fue incluido en la Antología de la literatura fantástica compilada por Jorge Luis Borges, Silvina Ocampo y Adolfo Bioy Casares.

La mujer se incorporó. Un fuerte golpe retumbó en toda la casa.
—¡Es Herbert! ¡Es Herbert! —La señora White corrió hacia la puerta, pero su marido la alcanzó.
—¿Qué vas a hacer? —le dijo ahogadamente.
—¡Es mi hijo, es Herbert! —gritó la mujer, luchando para que la soltara—. Me había olvidado de que el cementerio está a dos millas. Suéltame, tengo que abrir la puerta.
—Por amor de Dios, no lo dejes entrar -dijo el hombre, temblando.
Fragmento de «La pata de mono»

## Libros
- Many Cargoes (1896)
- The Skipper's Wooing (1897)
- Sea Urchins (1898)
- A Master of Craft (1900)
- Light Freights (1901)
- At Sunwich Port (1902)
- The Lady of the Barge (1902)
- Odd Craft (1903)
- Dialstone Lane (1902)
- Captain's All (1905)
- Short Cruises (1907)
- Salthaven (1908)
- Sailor's Knots (1909)
- Ship's Company (1911)
- Night Watches (1914)
- The Castaways (1916)
- Deep Waters (1919)
- Sea Whispers (1926)

## Adaptaciones fílmicas
- A Master of Craft 1922.
- Our Relations, a Laurel and Hardy feature film, carries a "suggested by" credit to Jacobs' story "The Money Box 1936.
- Footsteps in the Fog, del cuento corto The Interruption 1955.
- The Monkey's Paw 2013.
- Cuidado con lo que deseas 2019 de Óscar Parra de Carrizosa.